# Kirchbachgraben
Kirchbachgraben este o arie protejată (arie specială de conservare — SAC, sit de importanță comunitară — SCI) din Austria întinsă pe o suprafață de 94,31 ha, integral pe uscat.

## Localizare
Centrul sitului Kirchbachgraben este situat la coordonatele 46°38′49″N 13°11′22″E / 46.647°N 13.1894°E.

## Înființare
Situl Kirchbachgraben a fost declarat sit de importanță comunitară în decembrie 2018 pentru a proteja 2 specii de plante. Situl a fost protejat și ca arie specială de conservare în decembrie 2018.

## Biodiversitate
Situată în ecoregiunea alpină, aria protejată conține 2 habitate naturale: Păduri de fag Luzulo-Fagetum, Păduri ilirice de Fagus sylvatica (Aremonio-Fagion).
La baza desemnării sitului se află mai multe specii protejate de  plante (2): mușchi (Dicranum viride), Scapania carinthiaca.